# نورا عبد اللهي
نورا عبد اللهي (بالإيطالية: Nura Abdullahi)‏ لاعب كرة قدم نيجيري (ولد في كاشيا - نيجيريا يوم 17 أغسطس من العام1997) يلعب في مركز الدفاع مع نادي روما وانتقل على سبيل الإعارة إلى نادي بيروجيا.

## روابط خارجية
- نورا عبد اللهي على موقع قاعدة بيانات كرة القدم.إي يو (الإنجليزية)
- نورا عبد اللهي على موقع Soccerway.com (الإنجليزية)
- نورا عبد اللهي على موقع AS.com (الإسبانية)